# Maroor, Bhalki
Maroor là một làng thuộc tehsil Bhalki, huyện Bidar, bang Karnataka, Ấn Độ.